# Ruwenzoracris fasciata
Ruwenzoracris fasciata är en insektsart som beskrevs av Willy Adolf Theodor Ramme 1929. Ruwenzoracris fasciata ingår i släktet Ruwenzoracris och familjen gräshoppor. Inga underarter finns listade i Catalogue of Life.